# Rincón de Romos
Rincón de Romos là một đô thị thuộc bang Aguascalientes, México. Năm 2005, dân số của đô thị này là 45471 người.